# Митрополит средњезападноамерички Лонгин
Лонгин (световно Момир Крчо; Олово, 29. септембар 1955) је архиепископ новограчаничко-чикашки и митрополит средњезападноамерички. Бивши је епископ за Америку и Канаду Митрополије новограчаничке (1999—2009), епископ далматински (1992—1999), епископ аустралијско-новозеландски (1986—1992) и викарни епископ моравички (1985—1986).

## Биографија
Рођен је 1955. у Олову на Крушчању, од родитеља Станоја и Анђе рођ. Јовановић. Основну школу је похађао у Оловским Лукама, да би затим завршио Богословију Св. Три Јерарха у манастиру Крка. Примио је монашки завјет мале схиме као ученик петог разреда богословије.
Монашење је извршио тадашњи епископ далматински г. Стефан (1975). Исте године рукоположен је у чин ђакона, а затим и у јеромонаха. Упућен је у Московску духовну академију гдје је био од 1975. до 1979, да би исту завршио са степеном кандидата богословља.
Након студија службовао је у Епархији зворничко-тузланској као секретар Епархијског управног одбора. Године 1983. постаје суплент у Богословији Св. Три Јерарха у манастиру Крка.

### Епископ
На засједању Светог архијерејског сабора у мају 1985. изабран је за викарног епископа моравичког и хиротонисан 20. октобра исте године. У мају 1986. изабран је за епископа аустралијско-новозеландског гдје је остао шест и по година.
На Светом архијерејском сабору (1992) на молбу патријарха српског Павла владика Лонгин се примио дужности епископа далматинског. Боравио је у манастиру Крка и предавао у Богословији. Послије пада Републике Српске Крајине владика Лонгин са Богословијом из манастира Крка борави на Дивчибарама код Ваљева. Помагао је епископу шабачко-ваљевском г. Лаврентију у епархијским пословима.
Одлуком патријарха српског Павла постављен је за његовог помоћника у администрирању Епархијом за Америку и Канаду Новограчаничке митрополије у јулу 1997. године. У мају 1998. постављен је за администратора Епархије за Америку и Канаду, а у мају 1999. изабран је од Светог архијерејског сабора за сталног епископа Епархије за Америку и Канаду Новограчаничке митрополије. На овај епископски трон је устоличен 14. октобра 1999.
Сходно одлуци Светог архијерејског сабора Српске православне цркве од 21. маја 2009. извршена је арондација епархија Српске православне цркве на територији Сједињених Америчких Држава и Канаде. Формирана је Епархија новограчаничко-средњозападноамеричка, као и Митрополија либертивилско-чикашка, Епархија источноамеричка, Епархија западноамеричка и Епархија канадска. Владика Лонгин је сходно стању након арондације постао епископ новограчаничко-средњозападноамерички.

## Галерија
- Владика Лонгин (лево) на освећењу спомен-бисте епископу далматинском Стефану у Оћестову, јула 1994. године
- Владика Лонгин на обележавању 70. годишњице Новосадске рације